# یگان ضربت (فیلم)
یگان ضربت یا یگان ویژه (انگلیسی: S.W.A.T.) یک فیلم اکشن جنایی و دلهره‌آور آمریکایی محصول سال ۲۰۰۳ به کارگردانی کلارک جانسون و نویسندگی دیوید آیر و دیوید مکنا است که داستان آن به ران میتا و جیم مک‌کلین نسبت داده شده‌است. این فیلم که توسط نیل اچ. موریتز تهیه شده‌است، بر اساس مجموعه تلویزیونی به همین نام در سال ۱۹۷۵ ساخته شده‌است و در این فیلم ساموئل ال جکسون، کالین فارل، میشل رودریگز، ال ال کول جی، جاش چارلز، جرمی رنر، برایان ون هولت و اولیویه مارتینز بازی می‌کنند.
این فیلم در ۸ اوت ۲۰۰۳ در ایالات متحده اکران شد. این فیلم نقدهای متفاوتی از سوی منتقدان دریافت کرد و ۲۰۷ میلیون دلار در سراسر جهان فروخت و بیست و دومین فیلم پرفروش سال ۲۰۰۳ شد.

## خلاصه داستان
هوندو (جکسون) و تیم یگان ضربت او را دنبال می‌کند که وظیفه دارند یک سلطان مواد مخدر زندانی/فراری بین‌المللی را به زندان اسکورت کنند، پس از اینکه او یک جایزه ۱۰۰ میلیون دلاری به هر کسی که بتواند او را از بازداشت پلیس خارج کند، ارائه می‌کند.

## بازیگران
- ساموئل ال. جکسون
- کالین فارل
- میشل رودریگز
- ال ال کول جی
- برایان وان هالت
- جاش چارلز
- اولیور مارتینز
- جرمی رنر
- اکتاویا اسپنسر
- کلارک جانسون
- اشلی اسکات
- دومنیک لامباردوتزی
- مت آلفردا
- پیج کندی
- رید دایموند

## بازخوردها
در راتن تومیتوز، این فیلم بر اساس ۱۶۸ نقد، با میانگین امتیاز ۵٫۴ از ۱۰، دارای ۴۸٪ محبوبیت دارد. اجماع سایت می‌گوید: «یک تریلر پلیسی شایسته، اما روتین.» در متاکریتیک، این فیلم بر اساس ۳۵ منتقد، امتیاز ۴۵ از ۱۰۰ را کسب کرده‌است که نشان‌دهنده «نقدهای مختلط یا متوسط» است. تماشاگران مورد بررسی سینماسکور به فیلم نمره B+ در مقیاس A تا F دادند.

## تولید

### فیلمبرداری
تمام فیلمبرداری در لوکیشن در لس آنجلس فیلمبرداری شد. دزدی از بانک در افتتاحیه فیلم طراحی شد تا شباهت زیادی به فیلمبرداری در هالیوود شمالی در سال ۱۹۹۷ داشته باشد. این فیلم در یک ساختمان متروکه در گوشه خیابان ورک‌من در لینکلن هایتس فیلمبرداری شد. صحنه‌های آموزشی این واحد در هتل تاریخی سفیر شهر فیلمبرداری شد. این ساختمان در سال ۲۰۰۶ تخریب شد. نقطه اوج فیلم در پل‌های خیابان ششم سابق،  که زمانی یکی از محبوب‌ترین پل‌های هالیوود برای فیلمبرداری لوکیشن بود، گرفته شد.

### انتخاب بازیگران
مارک والبرگ اولین انتخاب برای نقش جیم استریت بود، اما آن را به نفع بازی در نقش اصلی فیلم کسب‌وکار ایتالیایی (فیلم ۲۰۰۳) رد کرد. پل واکر در اصل انتخاب شد و حتی آموزش برای این قسمت را شروع کرده بود، اما به دلیل فیلمبرداری در ۲ سریع و ۲ خشمگین مجبور به ترک این فیلم شد. کالین فارل در نهایت در جولای ۲۰۰۲ جایگزین او شد. به وین دیزل پیشنهاد شد که نقش دیکن "دکه" کی را به تصویر بکشد، اما به دلیل اینکه او در حال تولید فیلم سرگذشت ریدیک بود، او را قبول کرد و ال ال کول جی سپس در سپتامبر ۲۰۰۲ انتخاب شد. در مرحله‌ای از مراحل اولیه توسعه، آرنولد شوارتزنگر برای نقش دان "هوندو" هارلسون در نظر گرفته شد، اما او نپذیرفت و ساموئل ال جکسون این نقش را بازی کرد.